# Кошиц, Марина Александровна
Кошиц Марина Александровна (6 августа 1912, Москва — 9 декабря 2001, Санта-Моника, Калифорния) — американская оперная певица (меццо-сопрано) и киноактриса
. Дочь выдающейся певицы Нины Кошиц и актера Александра фон Шуберта.

## Биография
Марина Кошиц родилась 6 августа 1912 в Москве. Её мама, певица Нина Кошиц, родила её сразу после окончания Московской консерватории.
Детство Марины прошло во Франции, где она училась классическому пению. В Париже в Русской консерватории училась по классу рояля.
В начале 1920-х переехала в США.
Певческую карьеру начала, когда её мать внезапно заболела и ей срочно необходимо было найти замену на популярной радиотрансляции того времени «Kraft Music Hall», исполнив арию Маргариты из «Фауст» Ш. Гуно. Её выступление было настолько успешным, что ей сразу же предложили 26-недельный контракт как солистке этой программы.
Параллельно Марина начала сниматься в кино. Поскольку её мама была известной певицей, Марина сначала решила выступать под фамилией отца, и в фильмах снималась как Марина Шуберт. В 1930-х она снялась в картинах «Маленькие женщины» (1933), «Вся королевская конница» («All the king’s Horses», 1935), «Британский агент» (1934), «Car 99» (1935) и «Миллионы людей в воздух» («Millions in the Air», 1935), «Княжеские ночи» («Nuits de princes», 1938), «Что скажут люди» («People Will Talk», 1951).
По настоянию матери, которая выступала и преподавала в Голливуде, Марина в 1940 году сосредоточилась на вокале. В 1941 она дебютировала в Опере Сан-Франциско в роли Татьяны («Евгений Онегин»), с которой ещё в 1913 году Нина Кошиц дебютировала в Москве. Её оперный дебют оказался очень удачным и получил поток одобрительных рецензий.
Впоследствии Марина начала петь уже под сценическим фамилией Кошиц, как и её мама. Под этим именем она выступала в «Сорочинской ярмарке» с Метрополитен-опера в нью-йоркском отеле Вальдорф и с Бостонским симфоническим оркестром.
У себя дома в Лос-Анджелесе, она дебютировала в концертном зале Голливуд-баул 22 июля 1945 года. Там она выступала регулярно, в частности в опере «Кармен» Ж. Бизе и оперетте «Летучая мышь» И. Штрауса. Она пела в таких театрах как Wilshire Ebell Theater и Отель Балтимор, а также выступала с Джоном Райтом и Пинки Ли в «Рио-Рита» в Греческом театре.
Также она продолжала успешную голливудскую карьеру. В фильме «Luxury Liner» она сыграла роль Зиты Романки, за которую пела отрывок из «Аиды» с тенором Лаурицом Мельхиором, а в фильме «Великий Карузо» сыграла оперную звезду, роль которая победила в конкурсе абитуриента Марио Ланца.
Она продолжала сниматься в эпизодических ролях певиц, в том числе «На Ривьере» и «Дезири» в 1950, «пожалуйста, не ешьте маргаритки» и «Поющие монахини» в 1960-х. Её последним фильмом была гангстерская комедия «Занятое тело» («The Busy Body», 1967), где также снимались звезда Сид Сизар и на то время дебютант Ричард Прайор.
При этом известной Марина Кошиц остаётся всё же своей певческой деятельностью. Её американские поклонники помнят концерты с симфоническими оркестрами по всей стране, особенно при исполнении произведений Рахманинова, друга семьи Кошицев, и других русских композиторов. В 1970 году она пожертвовала Библиотеке Конгресса США оригинальную рукопись Opus 38 Рахманинова, посвящённую её матери.
Марина Кошиц посвятила последние годы своей жизни, которые провела в Малибу, письменному творчеству, преподаванию и занятию живописью. Написала биографию Нины Кошиц и сценарий про длительную тайную историю любви Рахманинова и её матери, который она назвала «Последняя песня любви».
Умерла 9 декабря 2001 в больнице Святого Иоанна в Санта-Монике.

## Личная жизнь
С 1952 до 1961 была в браке с пластическим хирургом Франклином Л. Эшли, который преподавал в школе медицины Калифорнийского университета в Лос-Анджелесе. Марина была активисткой по сбору средств для этого центра.

## Избранная фильмография
| Год  |   | Русское название  | Оригинальное название | Роль     |
| ---- | - | ----------------- | --------------------- | -------- |
| 1933 | ф | Маленькие женщины | Little Women          | Фло Кинг |